# Faraday-kalitka
A Faraday-kalitka az elektromágneses hatás kiküszöbölésére szolgáló, fémhálóval körülvett térrész, amelybe a fémháló védőhatása folytán a külső elektromos erőtér nem hatol be („árnyékolás”). Nevét Michael Faraday angol fizikusról kapta.
A Faraday-kalitka belsejébe nem hatol be a gyorsan változó elektromos vagy mágneses tér, így a belsejében lévő tárgyak vagy élőlények ezek hatásától védve vannak. A lassan változó elektromágneses tér be tud hatolni a kalitka belsejébe (pl. a Föld mágneses mezeje).
Így védi meg például a repülőgép fém teste a benne ülő utasokat, ha belecsap a villám. Ezen kívül például a fém karosszériával rendelkező autó is biztonságos hely zivatarban.
A Faraday-kalitka hatékonysága függ a kalitkát alkotó vezetőszálak közötti távolságtól (minél kisebb a távolság, annál biztonságosabb), függ a vezetők ellenállásától (minél kisebb, annál biztonságosabb), és a levegő pára-, por- és iontartalmától.